# HMS Esk (H15)
Pour les autres navires du même nom, voir HMS Esk.
Pour les articles homonymes, voir H15.
Le HMS Esk (pennant number H15) est un destroyer de classe E lancé pour la Royal Navy en 1934.

## Construction

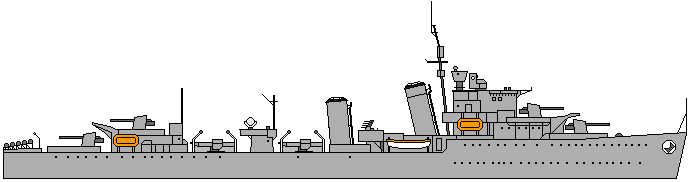
Profil d'un destroyer de la classe E.

Le Esk est commandé, dans le cadre du programme naval de 1931, le 1er novembre 1932 pour le chantier naval de Swan Hunter and Wigham Richardson Ltd. de Wallsend-on-Tyne en Angleterre. La pose de la quille est effectuée le 23 mars 1933, le Esk est lancé le 19 mars 1934 et mis en service le 26 septembre 1934.
Le Esk est un des 9 navires de la classe E, version allongée de la classe A de 1927 et sur la classe D précédente, permettant d'améliorer leur endurance. Ses quatre canons, en affût simple, sont de 120 mm. Ils sont superposés deux à la proue et les deux autres à la poupe. Deux plateformes de tubes lance-torpilles quadruples de 533 mm sont présentes dans l'axe du navire, installées après les deux cheminées et séparées par une plateforme projecteur. Il n'est pas équipé à l'origine comme dragueur de mines.
Les destroyers des classes E et F déplacent 1 428 t en charge normale et 1 970 t en pleine charge. Ils ont une longueur totale de 100,3 mètres, une largeur de 10,1 mètres et un tirant d'eau de 3,8 mètres. Ils sont propulsés par deux turbines à vapeur à engrenages Parsons, chacune entraînant un arbre d'hélice, utilisant la vapeur fournie par trois chaudières à trois tambours Almirauty qui fonctionnent à une pression de 20,7 bar et à une température de 327 °C. Les turbines développent une puissance totale de 36 000 chevaux-vapeur (27 000 kW) et atteignent une vitesse maximale de 35,5 nœuds (65,7 km/h). Les destroyers transportent un maximum de 470-480 tonnes de mazout, ce qui leur donne une autonomie de 6 350 milles marins (11 760 km) à 15 nœuds (28 km/h).L'effectif du navire est de 145 officiers et matelots.
Une modernisation de temps de guerre est opérée dès 1940. À partir de mai 1940, le banc arrière des tubes de torpilles est retiré et remplacé par un canon antiaérien QF de 12 livres 20-cwt, le mât arrière et la cheminée étant coupés pour améliorer le champ de tir du canon. Quatre à huit canons Oerlikon QF de 20 mm sont ajoutés aux navires survivants, remplaçant généralement les supports de mitrailleuse de calibre .50 entre les cheminées. Au début de la guerre, le stockage des grenades sous-marines est passé à 38. En 1943, on lui enlève son canon "Y" sur le pont arrière pour permettre un stockage supplémentaire de grenades sous-marines et l'installation de deux lanceurs de grenades sous-marines supplémentaires. Le canon de 12 livres est retiré pour permettre l'installation d'un radiogoniomètre Huff-Duff sur un mât principal court et pour permettre le stockage de charges sous-marines supplémentaires. On remplace son canon "A" ou "B" par un mortier Hedgehog anti-sous-marin, et sa tour de contrôle et son télémètre au-dessus du pont sont retirés en échange d'un radar de repérage de cible Type 271. Un radar de recherche de surface à courte portée de type 286, adapté du radar ASV de la Royal Air Force, est également ajouté.

## Histoire
Mis en service le 28 septembre 1934, le Esk accompagne la Home Fleet lors de sa croisière aux Antilles entre janvier et mars 1935. Le Esk est rattaché à la Mediterranean Fleet (Flotte méditerranéenne) de septembre 1935 à mars 1936, pendant la crise abyssinienne. Le navire patrouille dans les eaux espagnoles pendant la guerre civile espagnole, appliquant les décrets du Comité international pour la non-intervention jusqu'en mars 1939, date à laquelle il retourne au Royaume-Uni.
Pendant la crise de Munich, le Esk et son navire-jumeau (sister ship) HMS Express sont temporairement attachés à la 9e flottille de destroyers au  Nore, et se sont exercés au mouillage de mines le 3 octobre 1938. Le Esk est réduit à la réserve le 24 juin 1939, et n'est pas remis en service avant le 2 août. Le Esk participe à la revue de la flotte de réserve le 15 août, puis commencé sa conversion en tant que poseur de mines à partir du 28 août.

### Seconde Guerre mondiale
La conversion du Esk est achevée le 7 septembre 1939 et le Esk est affecté à la 20e flottille de destroyers le lendemain. Le Esk pose des mines dans la baie d'Heligoland avec sa sister ship Express dans la nuit du 9 au 10 septembre. Il escorte le cuirassé Royal Sovereign de Scapa Flow à Portsmouth du 23 au 26 septembre, puis mène des opérations de pose de mines à Milford Haven et Portsmouth jusqu'en décembre. Les 17 et 18 décembre, le Esk, le Express, le HMS Intrepid et le Ivanhoe posent 240 mines à l'embouchure du fleuve allemand Ems. Il est réaménagé à Portsmouth du 29 décembre au 26 janvier 1940.
Après l'achèvement de son carénage, le Esk escorte les muilleurs de mines auxiliaires HMS Princess Victoria et HMS Teviot Bank pendant les six mois suivants, alors qu'ils posent des mines dans la barrière de la côte Est, et effectue également des sorties solitaires de pose de mines. Le 3 mars, le Esk , le Express, HMS Icarus et HMS Impulsive posent des mines près de Horns Rev dans la baie d'Heligoland, qui couleront plus tard le sous-marin (U-Boot) allemand U-44 vers le 13 mars. Le Esk est affecté à la Home Fleet à Scapa Flow au début du mois d'avril, et est affecté à la Force WV avec les navires de la 20e flottille pour l'opération Wilfred, une opération de mouillage de mines dans le Vestfjord pour empêcher le transport de minerai de fer suédois de Narvik vers l'Allemagne. Le 5 avril, la Force WV' quitte Scapa Flow, escorté par les destroyers HMS Hardy, HMS Havock, HMS Hotspur et HMS Hunter de la 2e flottille de destroyers. Les navires de la 20e flottille de destroyers posent 234 mines dans le Vestfjord le matin du 8 avril, et rejoignent ensuite le croiseur de bataille HMS Renown. Le 15, le Esk retourne à Scapa Flow, escortant le cuirassé Rodney.
Le 10 mai, le Esk, le Express, le Intrepid et le Princess Victoria posent 236 mines au large de Bergen, en Hollande-Septentrionale, et le 15 mai, il se joint à le Express et le Ivanhoe pour poser 164 mines au large de la Hollande. Trois dragueurs de mines allemands, les M 61, M 89 et M 136, sont coulés par ce champ de mines le 26 juillet.
Le Esk se joint à l'évacuation des troupes alliées et de la British Expeditionary Force (BEF) de Dunkerque le 29 mai pendant l'opération Dynamo. Le Esk évacue 3 904 soldats entre le 29 mai et le 3 juin, dont plus de 1 000 soldats français sauvés du TSS Scotia, qui était en train de couler après des attaques aériennes allemandes. Après avoir réparé les dommages mineurs subis par le navire pendant l'évacuation, il reprend ses fonctions précédentes.
Le 31 août 1940, le Esk  navigue avec le Intrepid, le Icarus, le Ivanhoe et le Express pour poser un champ de mines au large des côtes néerlandaises, au nord de Texel. Cette nuit-là, le Express heurte une mine dans un champ allemand nouvellement posé et voit son étrave s'envoler. Le Esk se rapproche pour lui porter secours et a presque immédiatement heurté une autre mine. Un quart d'heure plus tard, une autre explosion au milieu du navire provoque la rupture du Esk en deux et il coule rapidement à la position géographique de 53° 26′ N, 3° 48′ E. Le Ivanhoe sauve quelques survivants, mais 127 membres de l'équipage du navire sont tués.

### Honneurs de bataille
- ATLANTIC 1939
- NORWAY  1940
- DUNKIRK  1940

### Participation auxconvois
Le Esk a navigué avec les convois suivants au cours de sa carrière:
1. Convoi BC 7R
2. Convoi BC 11/1

### Commandement
- Lieutenant (Lt.) Richard John Hollis Couch (RN) du 14 février 1938 au 1er septembre 1940